# Coupe d'Angleterre de football 1995-1996
Navigation
Coupe d'Angleterre 1994-1995 Coupe d'Angleterre 1996-1997
La Coupe d'Angleterre de football 1995-1996 est la 115e édition de la Coupe d'Angleterre de football. 
Manchester United remporte sa neuvième Coupe d'Angleterre de football au détriment de Liverpool sur le score de 1-0, au cours d'une finale jouée dans l'enceinte du stade de Wembley à Londres. 

## Demi-finales
| 31 mars 1996 | Manchester United | 2–1 | Chelsea | Villa Park, Birmingham |  |
|              | Beckham · Cole    |     | Gullit  |                        |  |

| 31 mars 1996 | Liverpool          | 3–0 | Aston Villa | Old Trafford, Manchester |
|              | Fowler , · McAteer |     |             |                          |

## Finale
| Titulaires : |  |
| |  |
| 1 Peter Schmeichel · 3 Denis Irwin · 6 Gary Pallister · 12 David May · 23 Phil Neville · 24 David Beckham 90e · 16 Roy Keane · 19 Nicky Butt · 11 Ryan Giggs · 7 Éric Cantona (c) · 17 Andy Cole 64e · |  |
| Remplaçants : |  |
| 20 Gary Neville 90e · 5 Lee Sharpe · 22 Paul Scholes 64e · |  |
| Entraîneur : |  |
| Alex Ferguson |  |

| Titulaires : |  |
| |  |
| 1 David James · 12 John Scales · 5 Mark Wright · 6 Phil Babb · 4 Jason McAteer · 2 Rob Jones 86e · 15 Jamie Redknapp · 10 John Barnes (c) · 17 Steve McManaman · 23 Robbie Fowler · 8 Stan Collymore 74e · |  |
| Remplaçants : |  |
| 26 Tony Warner · 16 Michael Thomas 86e · 9 Ian Rush 74e · |  |
| Entraîneur : |  |
| Roy Evans |  |

| Titulaires : |  |
| |  |
| 1 Peter Schmeichel · 3 Denis Irwin · 6 Gary Pallister · 12 David May · 23 Phil Neville · 24 David Beckham 90e · 16 Roy Keane · 19 Nicky Butt · 11 Ryan Giggs · 7 Éric Cantona (c) · 17 Andy Cole 64e · |  |
| Remplaçants : |  |
| 20 Gary Neville 90e · 5 Lee Sharpe · 22 Paul Scholes 64e · |  |
| Entraîneur : |  |
| Alex Ferguson |  |

| Titulaires : |  |
| |  |
| 1 David James · 12 John Scales · 5 Mark Wright · 6 Phil Babb · 4 Jason McAteer · 2 Rob Jones 86e · 15 Jamie Redknapp · 10 John Barnes (c) · 17 Steve McManaman · 23 Robbie Fowler · 8 Stan Collymore 74e · |  |
| Remplaçants : |  |
| 26 Tony Warner · 16 Michael Thomas 86e · 9 Ian Rush 74e · |  |
| Entraîneur : |  |
| Roy Evans |  |

| Manchester United | Liverpool |